# Лангшон
Лангшо́н (вьет. Lạng Sơn, тьы-ном 諒山) — город во Вьетнаме, административный центр одноимённой провинции.

## География
Город Лангшон расположен в глубине территории северного Вьетнама, вдали от побережья Тонкинского залива, близ государственной границы Вьетнама с КНР. Он является административным центром провинции Лангшон. Население Лангшона составляет 103 тыс. человек (на 2019 год). Город находится в 154 км от столицы Вьетнама — Ханоя — и соединён с ним железнодорожной линией и национальным шоссе А1. Город стоит на реке Кикунг, которая течёт на север, в Китай, и впадает в Сицзян.

## История

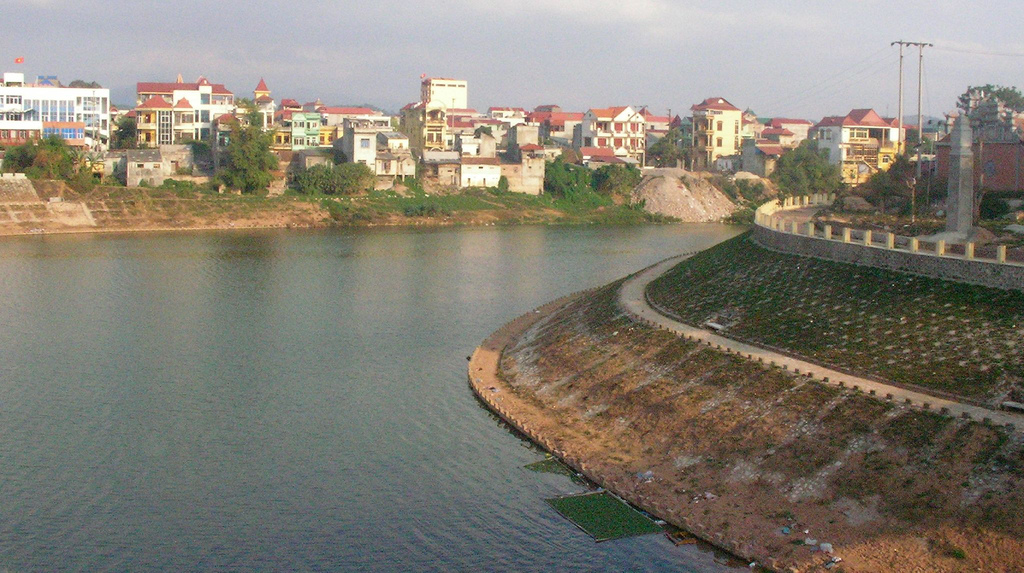
Река Кикунг в городе Лангшоне

Существование города Лангшон известно со времён глубокой древности. Когда китайский император Цинь Шихуанди, основоположник династии Цинь, в 214 году до н. э. отправил в северный Вьетнам 200-тысячную армию под командованием полководца Жэнь Сяо, Лангшон становится самым южным городом империи Цин.
Город и крепость Лангшон на протяжении столетий являлись для Вьетнама воротами в Китай; за эти годы он неоднократно подвергался нашествиям и осадам — лишь за время колониальных войн XIX столетия французские войска трижды осаждали Лангшон. Во время франко-китайской войны Лангшон был занят китайскими войсками, однако затем, после двухнедельный боёв, был в феврале 1885 года захвачен французами. Однако вскоре после этого, после поражения в битве при Банг-бо, французы были вынуждены поспешно бежать из Лангшона. Эти события привели к отставке во Франции министра Жюля Ферри.
Во время Второй мировой войны, после вторжения японских войск во Французский Индокитай, 22 сентября 1940 года за Лангшон разгорелось сражение между французскими частями и 5-м японским дивизионом, в результате которого французы вынуждены были оставить город. В 1945 году, после окончания Второй мировой войны, Франция вернула себе город, ставший одним из опорных пунктов французов на границе с Китаем. В 1950 году Лангшон был захвачен силами северовьетнамских повстанцев, осуществлявших атаку на пограничные форты французской колониальной армии. Это была первая крупная победа вьетнамских партизан в освободительной и многолетней войне в Индокитае.
В 1979 году вокруг Лангшона развернулись интенсивные бои Вьетнамо-китайской войны.

## Достопримечательности

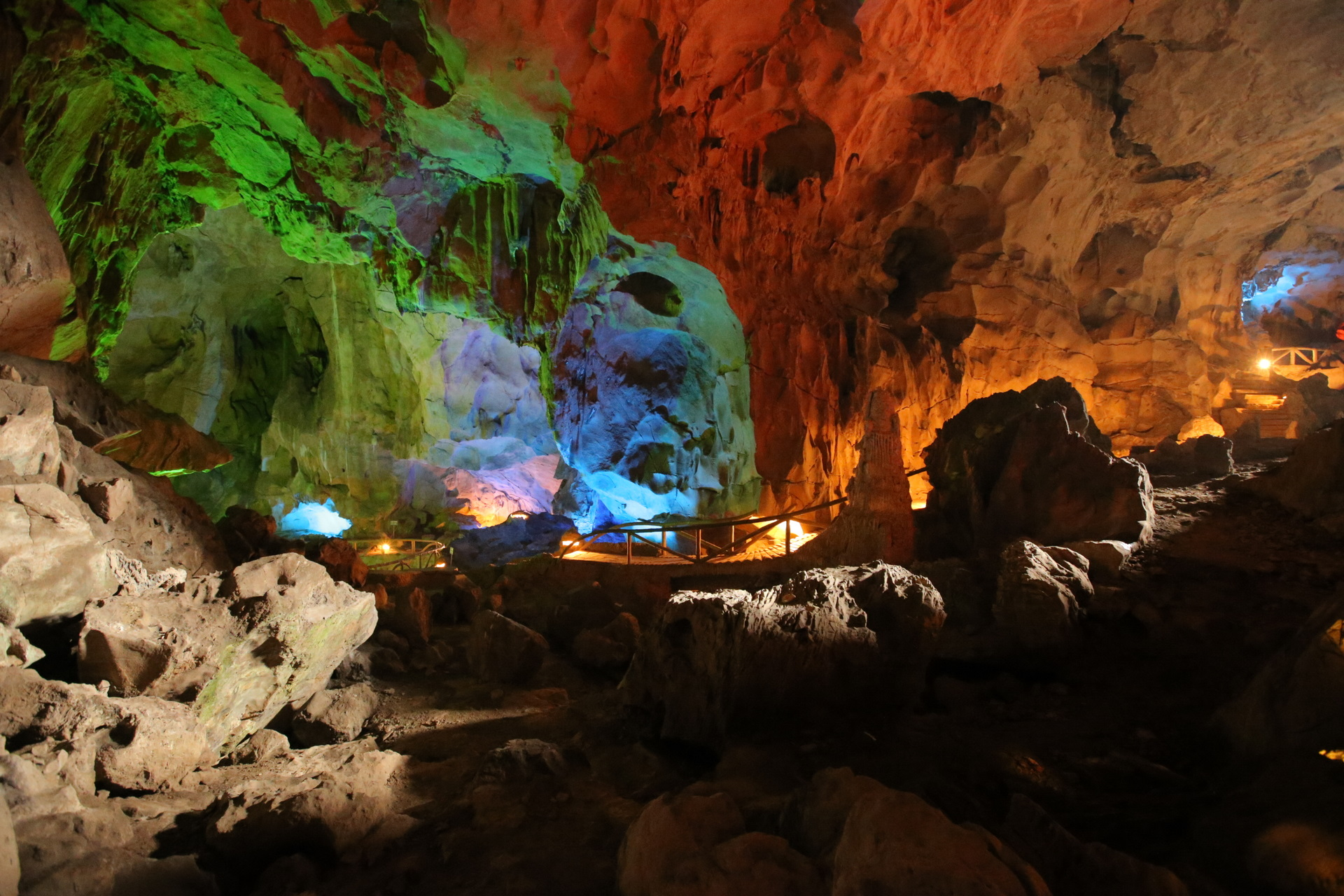
Пещера Донг Там Тхань

В западной части города, в живописной сталактитовой пещере, расположена пагода Тамтхань. Пещера оснащена разноцветным художественным освещением и содержит в себе небольшое подземное озеро. Неподалёку от пагоды, на вершине горы Вонгфу (Vọng Phu), находится другая достопримечательность — природное образование, своей формой напоминающее женщину с ребёнком на руках, по древнему преданию окаменевшую в ожидании своего возлюбленного.